# Hydractinia carica
Hydractinia carica is een hydroïdpoliep uit de familie Hydractiniidae. De poliep komt uit het geslacht Hydractinia. Hydractinia carica werd in 1887 voor het eerst wetenschappelijk beschreven door Bergh. 